# Richard Wharton
Richard Wharton (v. 1765 - 21 octobre 1828) est un avocat et homme politique britannique.

## Biographie
Il étudie au Pembroke College de Cambridge et devient avocat du Inner Temple en 1789. En 1802, il réussit à se faire élire député conservateur de la circonscription de Durham. Son élection est annulée en février 1804, pour corruption. Il est réélu en 1806 et occupe le siège jusqu'en 1820.
Il est nommé président de Ways and Means en janvier 1808 et secrétaire du Trésor en décembre 1809, poste qu'il occupe jusqu'en janvier 1814.
Il est élu membre de la Royal Society en 1810.
Samuel Egerton Brydges décrit Wharton comme un homme "doté de talents rapides, de beaucoup de littérature et de manières très agréables, hospitalier et ouvert; un homme du monde, d'une belle personne et d'une expression bienveillante".